# Oda (Kaufungen)
Oda († 18. September 1035 in Kaufungen) war von 1018 bis zu ihrem Tod die erste Äbtissin des Klosters Kaufungen in Oberkaufungen bei Kassel.
Sie war eine Nichte der Kaiserin Kunigunde, die 1017 das Kloster gründete, 1025 selbst als Nonne eintrat und 1033 dort verstarb. Laut Hermann von Roques, dem Herausgeber des Urkundenbuchs des Klosters Kaufungen, waren Kunigundes Schwester Eva († 1040) und deren Ehemann, Graf Gerhard III. von Metz († 1024/25), ihre Eltern. Auch bezeichnet er sie als Gräfin von Egenesheim.
In ihre Amtszeit fiel insbesondere der Bau der Klosterkirche, der „Kirche des Heiligen Kreuzes“. Diese wurde nach nur achtjähriger Bauzeit bereits am 13. Juli 1025, dem ersten Todestag von Kunigundes Ehemann, Kaiser Heinrich II., geweiht. Noch am selben Tag nahm Kunigunde den Schleier und trat als einfache Nonne ins Kloster ein.
Odas Tod im Jahre 1035 ist im Annalista Saxo verzeichnet.